# John Ormsby
John Ormsby (1829-1895) fue un hispanista, cervantista, traductor inglés y alpinista británico.
Debe su celebridad a la traducción que hizo del Cantar de Mío Cid (The Poem of the Cid, A Translation from the Spanish with Introduction and Notes, London, 1879); también le acreditó su pulcra traducción del Quijote (1885), considerada la más precisa, hasta el punto de que incluso conserva las imprecisiones del original. Le añadió una introducción muy documentada donde defiende la interpretación puramente cómica de la obra contra las interpretaciones alegóricas y dramáticas de sesgo romántico usuales por entonces; también añadió notas al texto.
Fue también un destacado alpinista y miembro fundador del Alpine Club, desarrollando una importante labor exploradora por Sierra Nevada, Gredos y Picos de Europa.